# بسيم مراد
بسيم مراد (1911-1975)، صحفي سوري، أسس جريدة الأخبار اليومية التي كانت تصدر منذ عام 1941 وحتى 8 آذار 1963.

## حياته
درس بسيم في مدارس دمشق، عمل مراسلاً لعدة صحف سورية ولبنانية ولاحقا إطلق مشروعه الأول عام 1928 وكانت مجلّة هزلية بعنوان (الخازوق ). تبعتها مجلة الأسبوع المصوّر. وفي عام 1941، أطلق جريدة يومية سياسية باسم «جريدة الأخبار» مع الصحفي الشاب نشأت التغلبي. ظلّت جريدة الأخبار تصدر بشكل منتظم حتى عام 1949 عندما تم حجبها بأمر حسني الزعيم بسبب دعمها للرئيس شكري القوتلي. عادت الجريدة إلى الصدور بعد الإطاحة بحكم الزعيم وفي عام 1953 دمجت جريدة الأخبار مع جريدة النصر الدمشقية في عهد العقيد أديب الشيشكلي. توقفت جريدة الأخبار عن الصدور بعد وصول حزب البعث إلى السلطة عام 1963 وأدين صاحبها بتهمة دعم الانقلاب الذي أطاح بجمهورية الوحدة مع مصر عام 1961.
اعتزل بسيم مراد العمل الصحفي حتى توفي يوم 25 كانون الأول 1975 ودفن في لبنان.